# Estación de Los Mares
Los Mares es una estación en construcción de la Línea 3 del Metro de Sevilla que se situará en la calle Mar de Alborán, en el barrio de Pino Montano junto al centro de salud Pino Montano B.
El vestíbulo de la estación se situará en el centro del bulevar, a nivel de calle, mientras que los andenes se construirán a 8 metros bajo rasante. 

## Accesos
- Agricultores Calle Agricultores, s/n (esquina calle Corral de la encarnación).
- Agricultores, s/n (esquina calle Mar de Alborán).

## Líneas y correspondencia
| << cabecera | < estación   | línea | estación >   | cabecera >>          |
| ----------- | ------------ | ----- | ------------ | -------------------- |
| Terminal    | Pino Montano |       | Los Carteros | Hopsital V. de Valme |

## Conexiones

### Autobuses urbanos
Diversas líneas de autobuses urbanos propiedad de la empresa TUSSAM tienen parada en la proximidad de la futura estación.
| N.º de parada | LÍNEA | Trayecto                       | Zona           |
| ------------- | ----- | ------------------------------ | -------------- |
|               | 13    | Plaza del Duque - Pino Montano | Radial Norte   |
|               | C6    | Circular                       | Circular Norte |
|               | LN    | Circular                       | Norte          |